# Ielena Prokofieva (natation synchronisée)
Pour les articles homonymes, voir Ielena Prokofieva et Prokofiev (homonymie).
Ielena Guennadievna Prokofieva (en russe : Елена Геннадьевна Прокофьева) est une nageuse synchronisée russe née le 2 août 1994 à Moscou. Elle remporte la médaille d'or du ballet aux Jeux olympiques d'été de 2016 à Rio de Janeiro.